# Protágoras (diálogo)

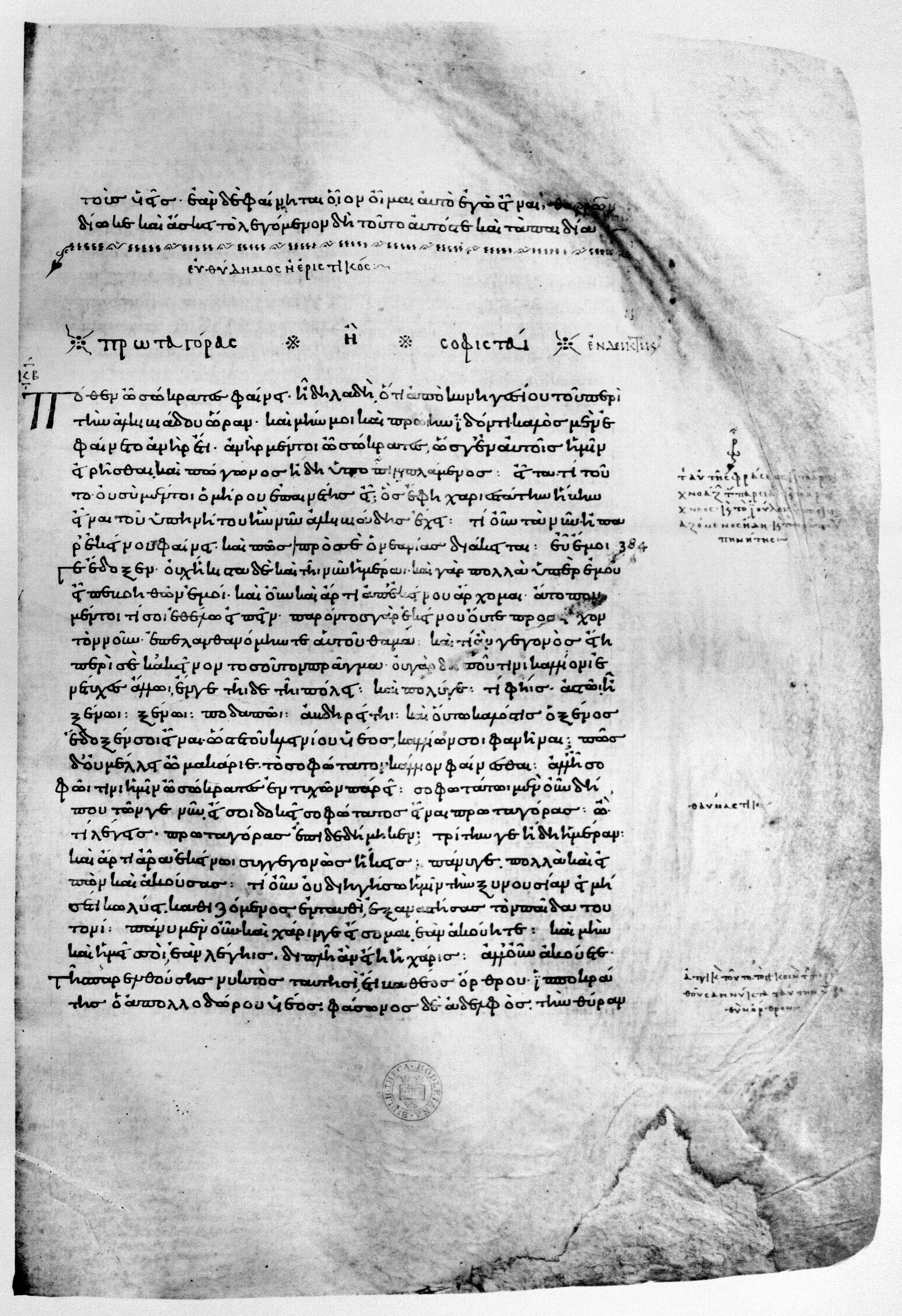
Página del Códice Oxoniensis Clarkianus 39 (Clarke Plato). Diálogo Protagoras.

Protágoras (Πρωταγόρας) es uno de los diálogos de juventud de Platón, en los que interviene activamente su maestro Sócrates. El tema es la naturaleza de la virtud.

## Introducción
Sócrates dialoga con un amigo, cuyo nombre no aparece. Este, conocedor de su afición por Alcibíades, le pregunta por él. La respuesta es que se acababan de ver, pero que apenas pudo prestarle atención, porque había conocido a un extranjero más hermoso. Asombrado de la respuesta, el amigo pide más detalles. Sócrates le explica que la sabiduría es superior a la belleza, y en este caso, su nuevo conocido, Protágoras, supera al bello Alcibíades. A continuación le cuenta cómo le conoció.

## El diálogo
El texto de Platón denominado Protágoras relata un diálogo que tiene Sócrates con el sofista Protágoras y que gira en torno a la pregunta de qué es la virtud y si esta es, o no, enseñable. La narración comienza cuando Sócrates, quien va saliendo de la casa de Alcibíades, se encuentra a un amigo quien le pregunta de dónde viene y qué ha hecho. Sócrates le contesta que, aunque viene de la casa de Alcibíades, casi no le ha puesto atención ya que se ha encontrado con alguien mucho más sabio, y, por lo tanto, bello: Protágoras, con quien ha tenido una conversación. Asombrado, el amigo le pide a Sócrates que le relate en detalle lo sucedido.
Sócrates comienza narrando que ese día de madrugada, antes de que saliera el sol, el hijo de Apolodoro, Hipócrates fue a su casa apresurado a contarle una importante noticia: el sofista Protágoras estaba en la ciudad. Esto, por supuesto, ya lo sabía Sócrates y viendo que Hipócrates hablaba con mucha emoción le preguntó que por qué estaba tan inquieto: “¿Qué te pasa? ¿Es que te debe algo Protágoras?” (Platón, 310d 5). Hipócrates le responde que quiere ser discípulo de Protágoras y le pide que vayan a donde se hospeda el sofista (la casa de Calias y Alcibíades) para que Sócrates le hable de él. Ante esto le responde el filósofo, que salgan primero a dialogar al patio mientras se hace de día. 
Sócrates entonces interroga a Hipócrates al preguntarle qué es lo que cree que va a aprender de Protágoras, cómo aprendería a ser médico si se hiciera discípulo de Hipócrates (su homónimo, el de Cos) o como se instruiría a ser escultor si siguiera a Fidias o a Policteto. A esto Hipócrates contesta que aprendería a ser sofista, esto es, ser sabio en el hablar hábilmente. “(…) sobre qué el sofista hace hablar hábilmente (?)” (Platón, 312d 12) le interroga Sócrates, Hipócrates no sabe que responder y Sócrates lo reprende diciéndole que no debería de dar la confianza tan fácilmente a una persona, ya que de esta depende que uno sea feliz o miserable en la vida, y por lo tanto, debe de tener mayor cuidado en la compra de enseñanzas que en la de alimentos.
A continuación se dirigen Sócrates e Hipócrates a la casa de Calias y, después de una pequeña discusión con el portero, entran a la casa y encuentran a Protágoras caminando de un lado a otro seguido de Calias, Páralo, Cármides, entre otros, además de varios extranjeros. En el vestíbulo también se encuentra Hipias, quien se encuentra sentado en un asiento elevado y rodeado de Erixímaco, Fedro, Andrón y otros, quienes le preguntaban sobre cuestiones de astronomía. Sócrates también pudo ver en una habitación a Pródico de Ceos, acompañado de Pausanias y Agatón. Aborda entonces Sócrates a Protágoras y le explica el motivo de su visita. Protágoras se presenta y dice que él también debe de tomar sus precauciones en cuanto a la escogencia de discípulos, ya que se debe cuidar de aquellos que envidian y tienen rencores contra los sofistas y, finalmente, afirma que le sería un placer explicarle a Sócrates y a Hipócrates sobre su oficio frente a los presentes. 
Calias decide organizar una asamblea para que Protágoras y Sócrates dialoguen sentados. Después de repetir Sócrates el motivo de su visita, el sofista afirma que cada día que Hipócrates esté con él, va a volver a su casa “(…) hecho mejor, y al siguiente, lo mismo. Y cada día, continuamente, progresarás hacia lo mejor.” (Platón, 318a 9-10). Sócrates entonces le pregunta qué sería aquello en lo que mejoraría Hipócrates si estuviera en su compañía y Protágoras le responde que en la buena administración de los bienes familiares y acerca de los asuntos políticos, es decir: le enseñará la ciencia política y a ser un buen ciudadano.  
Sócrates entonces le objeta, diciendo que él creía que esas cosas no se podían enseñar de la forma en la que se enseña un oficio técnico, y como ejemplo, explica que los atenienses y los griegos cuando se congregan en la asamblea escuchan la opinión de profesionales cuando se discute algo que involucra a su oficio (a un constructor se le escucha sobre las construcciones públicas, etc.). No obstante, cuando se trata del gobierno de la ciudad, todos son escuchados, ya que esto no se puede aprender. 
Protágoras decide entonces explicar su punto de vista a través del “Mito de Prometeo”. El mito es el siguiente: Cuando los dioses crearon a los mortales de una mezcla de tierra y fuego, le ordenaron a Prometeo y a Epimeteo que distribuyera todas las capacidades entre ellos. Epimeteo decide hacer la distribución de las habilidades, no obstante, las reparte todas a los animales y se olvida de darle alguna al  humano. Prometeo se da cuenta de que “(…) el hombre estaba desnudo y descalzo y sin coberturas ni armas.” (Platón, 321c 7-8) y decide robarle el fuego y la sabiduría a Hefeso y a Atenea para dársela al humano. Así los hombres, después de haber inventado casas, vestidos, calzados, entre otros, se empezaron a reunir en ciudades para defenderse de las bestias, no obstante, se atacaban unos a los otros ya que no tenían ciencia política. Al ver Zeus el peligro de la desaparición de la raza humana, envió a Hermes para que les llevara la justicia y el sentido de la moral y le dijo que lo repartiera a todos los hombres para que pudieran hacer ciudades y pudieran participar todos del gobierno.  
Después de que Protágoras terminara de narrar este mito, empieza a explicar la razón por la cual la virtud, la justicia, la temperancia, la conformidad con la ley divina, etc., sí se puede enseñar. Su argumento consiste en recordarle a Sócrates que toda la sociedad griega está basada en la enseñanza de la virtud, ya que desde que los griegos nacen, van pasando por diversas etapas educativas que se enfocan en enseñar aquello denominado virtud. Continuamente, Protágoras explica el por qué es posible que los hijos de hombres virtuosos no lo sean, ya que, al igual que los hijos de los mejores flautistas pueden ser mediocremente buenos en ese arte y los hijos de flautistas no muy buenos pueden llegar a ser expertos en tocar ese instrumento, asimismo sucede con la virtud, e hijos de hombres virtuosos pueden no serlo como viceversa. 
Sócrates, sorprendido por el discurso de Protágoras lo elogia, pero le dice que algo no le ha quedado del todo claro: “(…) si la virtud es una cierta unidad y si son partes de ella
la justicia, la sensatez y la piedad” (Platón, 329c 9). Protágoras contesta hábilmente que la virtud es una sola, y la justicia, sensatez, piedad, etc., no son sino sus partes Sócrates entonces le empieza a preguntar breve y rápidamente sobre la naturaleza de estas partes de la virtud y sus contrarios, y astutamente hace que Protágoras se contradiga en sus propias afirmaciones. Ante esto Protágoras le responde elocuentemente y solucionando las dudas, no obstante, Sócrates afirma que su falta de memoria lo hace perderse en largos discursos y le pide a Protágoras que sigan dialogando en preguntas y respuestas breves. Protágoras le responde que él debería de poder dialogar de la manera que plazca y entonces Sócrates se dispone a irse.
Después de que Calias, Alcibíades, Critias y Pródico intervinieran y les pidieran tanto a Sócrates como a Protágoras que no destruyeran aquel hermoso diálogo, este último accedió a ser quién hiciese las preguntas y Sócrates a contestar de manera breve. Protágoras le pregunta entonces a Sócrates que piensa sobre una oda de Simónides, ¿y si no le parece que haya ahí una contradicción? Sócrates entonces, confundido, le pide ayuda a Pródico para que le ayude a responder la cuestión que le planteó el sofista y poco a poco responden a la pregunta de Protágoras y defienden al poeta. Después de terminar su disertación, acuerdo que esta vez Sócrates interrogaría a Protágoras y así, Sócrates le pide al sofista dejar de lado los poemas y concentrarse en el problema de la virtud. De esta manera Sócrates y Protágora dialogan sobre la virtud hasta que cada uno termina contradiciendo sus ideas iniciales: Sócrates reconoce que la virtud es una ciencia y que, por lo tanto, puede ser enseñada, mientras Protágoras termina afirmando que la virtud es todo menos ciencia.